# Torre atalaya de la Porqueriza

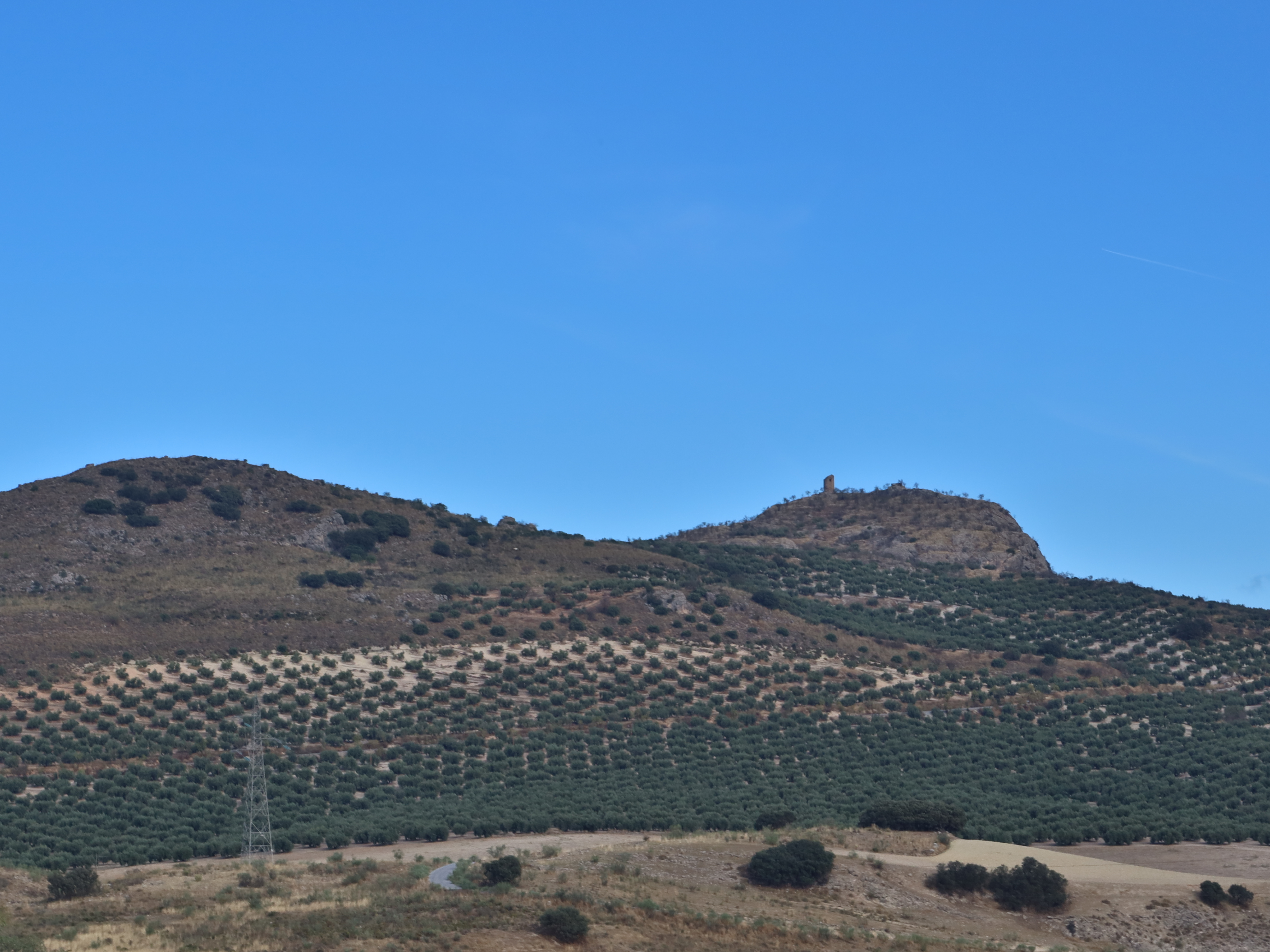
Atalaya vista desde el sendero del Gollizno

La torre atalaya de la Porqueriza, también conocida como Torre de Tózar, es una torre óptica de época nazarí, situada cerca de la localidad de Tózar, en el municipio de Moclín, en la provincia de Granada (España). 

## Descripción
Está situada sobre una elevación caliza, junto a la carretera de Tózar a Moclín, y cerca de un yacimiento arqueológico de época ibérica, con abundante cerámica, existiendo además diversos restos constructivos de la guerra civil española. Tiene planta circular y desarrollo cilíndrico, construida con mampuesto y relleno, de cuarcitas y travertino, con argamasa abundante en cal, conservando en algunos lugares el enfoscado. El mampuesto está ordenado con ripios de piedra menuda o, incluso, de teja. 
Al conservarse en altura, es perceptible la ventana de su tercio superior, adintelada, que servía de puerta a la estancia superior. Formaba parte del sistema defensivo del poderoso Castillo de Moclín, siendo su punto más septentrional.